# تشيستر برانارد
تشيستر برانارد (بالإنجليزية: Chester Barnard)‏ (و. 1886 – 1961 م) هو اقتصادي أمريكي وعالم اجتماع ينسب إليه الفضل في مساهماته في نظرية إدارة الأعمال ،ولد في مالدن، وكان عضوًا في الأكاديمية الأمريكية للفنون والعلوم، توفي في نيويورك، عن عمر يناهز 75 عاماً.

## حياته
بعد ثمانية عشر عامًا من عمله في شركة الهاتف والتلغراف الأمريكية ،أصبح رئيسًا لفرع الشركة في ولاية نيوجيرسي.
وبعد خمسة عشر عامًا ،أصبح رئيسًا لمنظمات الخدمة المتحدة وأستمر في منصبه حتى عام 1945، وبعد ثلاث سنوات ،أصبح رئيسًا لمؤسسة روكفيلر ،ومنها انتقل الى المؤسسة الوطنية للعلوم في عام 1952.

## التعليم
عمل برنارد في شبابه في مزرعة، ثم عمل كعازف بيانو ،ودفع تكاليف دراسته الثانوية في نورثفيلد ماونت هيرمون،  بعد التخرج درس الاقتصاد في جامعة هارفارد بمنحة دراسية، ام يحصل على درجة البكالوريوس من جامعة هارفارد لأنه أنهى دراسته التي تستغرق أربع سنوات في ثلاث سنوات ولم يتمكن من إكمال الدورة العلمية،لكن فيما بعد عددًا من الجامعات منحته الدكتوراه الفخرية.

## منشورات مختارة
• 1938. The Functions of the Executive.
• 1939. Dilemmas of Leadership in the Democratic Process.
• 1946. A Report on the International Control of Atomic Energy.
• 1948. Organization and Management.
• 1956. Organization and Management: Selected Papers
• 1956. On the Teaching of Law in the Liberal Arts Curriculum. With Harold Joseph Berman. Harvard Law
• 1958. Elementary Conditions of Business Morals.
• 1973. Conversations With Chester I. Barnard. Edited by William B. Wolf.
• 1986. Philosophy for Managers; Selected Papers of Chester I. Barnard. Edited by William B. Wolf and Haruki Iino.

## روابط خارجية
- تشيستر برانارد على موقع الموسوعة البريطانية (الإنجليزية)